# Strychnine.213
Strychnine.213 è il sesto album del gruppo death metal Aborted, pubblicato nel 2008 attraverso la Century Media.

## Tracce
1. Carrion – 1:46
2. Ophiolatry On A Hemocite Platter – 4:52
3. I35 – 3:45
4. Pestiferous Subterfuge – 4:24
5. The Chyme Congeries – 3:46
6. A Murmur In Decrepit Wits – 4:46
7. Enterrement Of An Idol – 3:24
8. Hereditary Bane – 2:49
9. Avarice Of Vilification – 3:35
10. The Obfuscate – 4:09
11. Slaughtered (Bonus Track nell'edizione limitata; cover dei Pantera) – 3:55

## Formazione
- Sven de Caluwé - voce
- Sebastien "Seb Purulator" Tuvi - chitarra
- Peter Goemaere - chitarra
- Sven "Svenchi" Janssens - basso
- Daniel Wilding - batteria